# Lars-Åke Wilhelmsson

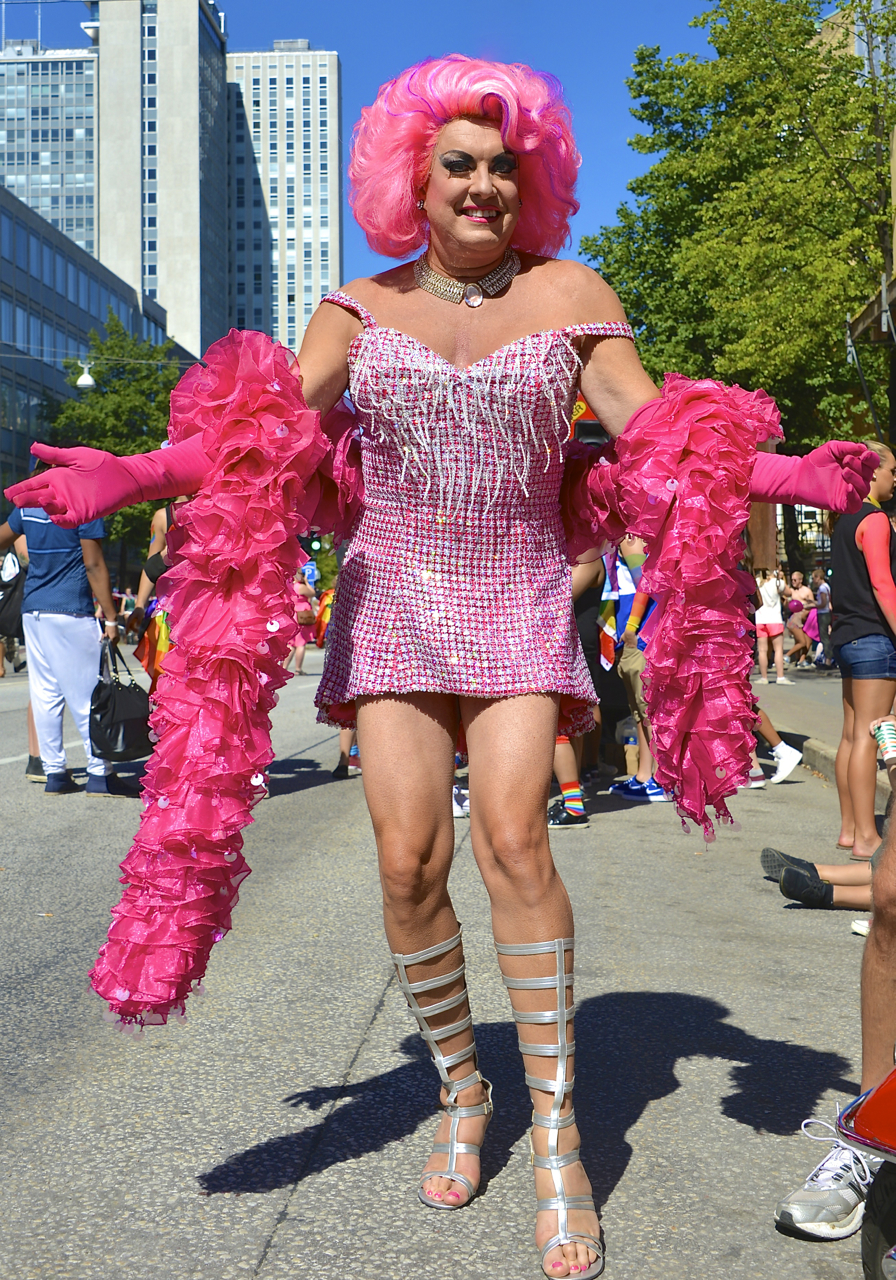
Babsan i pridetåget under Stockholm Pride 2013.

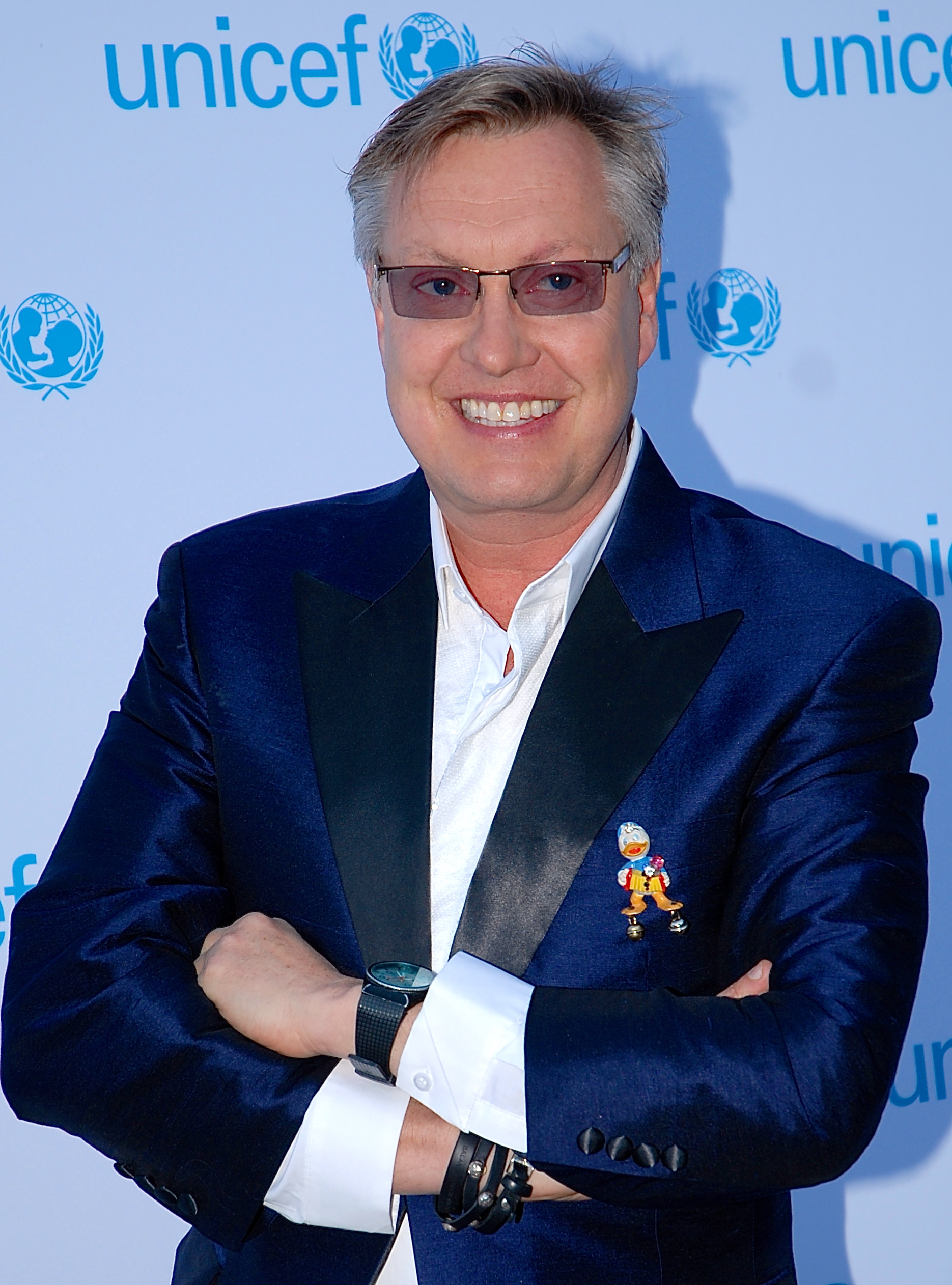
Lars-Åke Wilhelmsson på Unicef-gala i Stockholm den 1 maj 2012.

Lars-Åke Wilhelmsson, känd under artistnamnet Babsan, född 8 september 1958 i Furuvik i Gävle Staffans församling, är en svensk modedesigner, dragshowartist och komiker. Han är utbildad typograf och art director.

## Biografi
Under sin uppväxt var Wilhelmsson en framgångsrik tävlingsdansare. 1979 startade han tillsammans med några vänner dragshow-gruppen Surprise Sisters. Under 1980-talet var han en ofta anlitad manlig striptease-artist, främst på Stockholmskrogen Bacchi Wapen.
För sin design av kläder till teateruppsättningar har han tilldelats Guldmasken flera gånger. Han har bland annat gjort kostymerna till RENT, Trollkarlen från Oz, Pippi Långstrump, Stars, Karlsson på taket och Grease.
Wilhelmsson har även arbetat för TV. Hösten 1999 satt har i jurypanelen för Sikta mot stjärnorna. Med start i maj 2002 ledde han Söndagsbingo på TV4.
Våren 2006 gjorde han kostymer till musikalen Sweet Charity med Nanne Grönvall på Intiman. Sommaren 2007 ritade och designade han kostymerna till Pippi Långstrump som Staffan Götestam satte upp i Peking. Han gjorde kostymerna till den påkostade uppsättningen av Sound of Music på Göta Lejon med premiär den 29 september 2007. Den 9 juli 2007 var han sommarpratare i Sveriges Radio P1. Han var Guldmaskvinnare för The Producers på Chinateatern och till Babben Larsson och Loa Falkman i Obesvarad Kärlek på Intiman 2009. 2010 var han med i en ny uppsättning av succén Obesvarad Kärlek i Malmö och Göteborg våren 2011 med Eva Rydberg och Tomas von Brömssen. Dessutom uppträdde han i alla egna Babsankostymer i After Dark-showen med Christer Lindarw. Han var programledare i P4:s Karlavagnen sommaren 2014.

## Babsan
Första TV-framträdandet som Babsan var i TV-programmet Kullagret 1986 på SVT, då som Baby Doll Karlsson som satt på en månskära på scenen. När blondinen Baby Doll (från Surprise Sisters) skulle vara med i ett direktsänt inslag i ZTV glömde plötsligt programledaren Anders S Nilsson bort artistnamnet och improviserade i stället fram Babsan.
Babsan blev snabbt en gladlynt, frispråkig kvinna i övre medelåldern som ser glitter och glamour som sitt främsta vapen mot vardagens tristess. Det senare manifesterat i maken och taxiföraren Gunnar (som publiken aldrig får träffa). Babsan debuterade som återkommande figur under 1992, i programmet Babbla med Babsan på ZTV.Programmet visades även på TV3 under en kortare period 1994-1996 med tre säsonger om åtta program. Babsan gästspelade också i ett avsnitt av komediserien En klass för sig (2000). Babsan är även värdinna för gaykvällarna på nattklubben Patricia.
Under våren 2006 syntes Babsan i barnprogrammen Bubbla med Babsan och TV Myra på TV4, där hon gav humoristiska tips i vett- och etikettfrågor. Under sommaren 2008 var Babsan med i varje avsnitt av Allsång på Skansen, men blev utslängd av Anders Lundin, och var programledare för webballsången, som direktsändes på SVTPlay efter varje program av Allsången. I ett av programmen sjöng hon låten Jetset Babsan.
Från 2009 framträdde Wilhelmsson både som Babsan och som andra figurer i After Dark och gjorde en riksturné tillsammans med Christer Lindarw som kröntes med en Stockholmsshow på Tyrol på hösten. En inspelning av föreställningen sändes i TV4 på nyårsfton 2011.
Under våren 2010 medverkade Babsan i barnprogrammet Wild Kids i TV och utgjorde där ett pris. 2011 medverkade hon i Melodifestivalen med bidraget Ge mig en spanjor. Låten hamnade på sjunde plats av åtta i den andra delfinalen.
Hon medverkade i en ny After Dark-show 2012 på Malmöoperan, som satte publikrekord sista helgen före sommaren, samt i september 2012 på Hamburger Börs och våren 2013 på Rondo i Göteborg.
Babsan gav ut en ny CD-singel i juli 2012 Han tror på mej, skriven av samma Gävletrio som gjorde La Dolce Vita.

## Filmografi
- 2000 – Jönssonligan spelar högt
- 2000 – Livet är en schlager

## Teater

### Kostym (ej komplett)
| År   | Produktion                                                                                      | Upphovsmän | Regi                      | Teater                   |
| ---- | ----------------------------------------------------------------------------------------------- | --- | ------------------------- | ------------------------ |
| 1991 | Grease                                                                                          | Jim Jacobs och Warren Casey Översättning Ingela Pling Forsman                                                                       | Runar Borge               | Chinateatern             |
| 1993 | Fame                                                                                            | Steven Margoshes, José Fernandez och Jacques Levy Översättning Ingela Pling Forsman                                                 | Runar Borge               | Chinateatern             |
| 1993 | Poppis A Slice of Saturday Night                                                                | The Heather Brothers | Eva Rydberg               | Folkan                   |
| 1995 | Little shop of horrors                                                                          | Alan Menken och Howard Ashman | Thomas Ryberger           | Chinateatern             |
| 1996 | Alla var där Anyone for breakfast?                                                              | Derek Benfield Översättning Calle Norlén                                                                                            | Paal Wesenlund            | Folkan                   |
| 1997 | Wilson & Nilsson, krogshow                                                                      | |                           | Hamburger Börs           |
| 1997 | Spanska flugan Die spanische Fliege                                                             | Franz Arnold och Ernst Bach | Thomas Ryberger           | Intiman                  |
| 1999 | Charleys tant Charley's Aunt                                                                    | Brandon Thomas | Thomas Ryberger           | Intiman                  |
| 2000 | Girls Night Out                                                                                 | Dave Simpson | Magnus Bergquist          | Östgötateatern/ Turné    |
| 2000 | Lorden från gränden Me and My Girl                                                              | L. Arthur Rose och Noel Gay | Thomas Ryberger           | Intiman                  |
| 2001 | Rent                                                                                            | Jonathan Larson | Nick Bye                  | Göta Lejon               |
| 2001 | Trollkarlen från Oz The Wizard of Oz                                                            | | Staffan Götestam          | Göta Lejon               |
| 2002 | Pippi Långstrump                                                                                | Astrid Lindgren | Staffan Götestam          | Göta Lejon               |
| 2003 | Hur man lyckas i business utan att bli utbränd How to Succeed in Business Without Really Trying | Frank Loesser, Abe Burrows, Jack Weinstock, Willie Gilbert Översättning och bearbetning Thomas Ryberger, Anders Albien, Jan Radesjö | Peter Björk Anders Albien | Intiman                  |
| 2003 | Stars                                                                                           | Staffan Götestam, Nick Bye, Anders Berglund och Sture Nilsson                                                                       | Nick Bye                  | Göta Lejon               |
| 2004 | Grease                                                                                          | Jim Jacobs och Warren Casey | Bjarni Haukur Thorsson    | Göta Lejon               |
| 2006 | Sweet Charity                                                                                   | Neil Simon, Cy Coleman och Dorothy Fields                                                                                           | Peter Björk               | Intiman                  |
| 2006 | Rent                                                                                            | Jonathan Larson Översättning Ulricha Johnson och Ture Rangström                                                                     | Jan Åström Roger Lybeck   | Göta Lejon               |
| 2006 | Grease                                                                                          | Jim Jacobs och Warren Casey Översättning Staffan Götestam                                                                           | Eva Rydberg               | Nöjesteatern             |
| 2008 | The Producers - Det våras för Hitler The Producers                                              | Mel Brooks och Thomas Meehan | Anders Aldgård            | Chinateatern             |
| 2010 | Karlsson på taket smyger igen                                                                   | Astrid Lindgren | Staffan Götestam          | Oscarsteatern            |
| 2013 | Sound of Mark                                                                                   | Mark Levengood | Pia Johansson             | Kulturhuset Stadsteatern |

## Priser och nomineringar
| År   | Uppsättning    | Pris       | Kategori     | Resultat  |
| ---- | -------------- | ---------- | ------------ | --------- |
| 1991 | Grease         | Guldmasken | Bästa kostym | Vann      |
| 1997 | Spanska flugan | Guldmasken | Bästa kostym | Nominerad |
| 1999 | Charleys tant  | Guldmasken | Bästa kostym | Nominerad |
| 2003 | Stars          | Guldmasken | Bästa kostym | Vann      |

## Diskografi
- 1999 - Babsan på Rymmen / CD Park Studio Roger Krieg
- 1999 - Jag är som jag är / I am what I am mix Emil Hellman (singel)
- 2006 - Heja på! Fotbollslåten Jonathan Hummerman (singel)
- 2006 - Alltid lika vacker inspelad i Studio GMP (singel)
- 2006 - Babsan önskar God Gala Jul  Jonathan Hummerman
- 2007 - Babsan sjunger Zarah med bland annat Lars Roos vid flygel och orkesterarr av Krister Lundqvist
- 2008 - Babsan Jetset Lady / Thomas G-son Singel med bland annat Fotbollslåten, Alltid lika Vacker av Jan Lekeman
- 2009 - Cabaret Babsan cd singel med fem låtar. Bland annat en ny låt av Forsberg, Sjöberg, Wastesson. Ompa-Ompa studios
- 2010 - Alla dessa Jular Babsan cd singel av Forsberg, Sjöberg, Wastesson. Ompa-Ompa studios
- 2011 - Melodifestivalen 2011 Dubbel cd med alla artister från Mellon 2011 bl.a. Ge mej en Spanjor! av Forsberg, Sjöberg, Wastesson. Ompa-Ompa studios. Ge mej en spanjor! sålde första året 5 gånger Platina, över 200 000 exemplar av melodifestivalskivan.
- 2012 - Han tror på mej singel-CD med fyra spår. Text och musik av Forsberg, Sjöberg, Wasresson.
- 2014 - Babsan heter jag och Sockervadd singel med 2 spår. Text och musik av Forsberg, Sjöberg, Wasresson.